# 다치바나정 (도쿠시마현)
다치바나정(橘町)은 도쿠시마현 나카군에 있던 정이다. 현재의 아난시 다치바나정에 해당한다.

## 역사
- 1889년 10월 1일 - 정촌제 시행에 의해 나카군 다치바나촌이 성립하였다.
- 1912년 10월 1일 - 시로 승격해 다치바나정이 되었다.
- 1958년 5월 1일 - 도미오카정과 합병해 아난시가 성립해 소멸하였다.

## 참고문헌
- 楠原佑介 (1990)『市町村名変遷辞典』東京堂出版.
- 阿南市史編さん委員会 (2007)『阿南市史第4巻現代編』阿南市.
- 阿南市史編さん委員会 (2013)『阿南市史資料編』阿南市.